# Server-side request forgery
Server-side request forgery (w skrócie SSRF) – rodzaj błędu bezpieczeństwa na stronie internetowej, który pozwala na manipulację działaniami serwera. Jest to błąd zbliżony do podatności Cross-site request forgery jednak różniący się tym, że ofiarą ataku jest serwer (aplikacja) i to nad nim częściowo przejmuje kontrolę atakujący.
Przykładem może być możliwość wymuszenia wykonywania przez serwer zapytań DNS lub HTTP, co następnie może być wykorzystane do ataku na aplikacje kliencką,  działającą na serwerze, kiedy to serwer odwołuje się przy pomocy danej aplikacji, a atakujący wykorzystuje jej starą wersję. Innym przykładem wykorzystania tej podatności może być możliwość skanowania lokalnej infrastruktury serwera przez atakującego, a tym samym ominięcie zapory (firewalla). Przy pomocy tej podatności istnieje również możliwość połączenia przez protokół HTTP do innych protokołów. Np. SMTP, przykładowo lokalnego serwera pocztowego, działającego za firewallem.